# Plocamaphis assetacea
Plocamaphis assetacea är en insektsart. Plocamaphis assetacea ingår i släktet Plocamaphis och familjen långrörsbladlöss. Inga underarter finns listade i Catalogue of Life.